# كأس السوبر الإفريقي 2013
كأس السوبر الأفريقي 2013 هي النسخة الواحدة والعشرون من كأس السوبر الأفريقي، وهي بطولة سنوية تتكون من مباراة واحدة ينظمها الاتحاد الأفريقي لكرة القدم بين الفريقين الفائزين ببطولتي الموسم الماضي دوري أبطال أفريقيا وكأس الاتحاد الكونفدرالي الأفريقي لكرة القدم.
لُعبت بين الأهلي بطل دوري أبطال أفريقيا 2012 ونادي ليوبارد بطل كأس الاتحاد الأفريقي لكرة القدم 2012. وانتهت بفوز الأهلي بنتيجة 2-1.

## الفرق
| الفريق       | التأهل                                   | مشاركات سابقة                |
| ------------ | ---------------------------------------- | ---------------------------- |
| الأهلي       | بطل دوري أبطال أفريقيا 2012              | 1994, 2002, 2006, 2007, 2009 |
| نادي ليوبارد | بطل كأس الاتحاد الأفريقي لكرة القدم 2012 | لا يوجد                      |

## النظام
كأس السوبر الأفريقي تلعب في مباراة واحدة. يستضيفها بطل دوري أبطال أفريقيا . مند 2011 ، تم تغيير هذه اللوائح لأنه في حالة تعادل الفريقين سوف تنتقل مباشرة إلى ركلات ترجيحية (لا بلعب الوقت إضافي).

## المباراة
| النادي الأهلي                   | 2–1   | إيه سي ليوباردز |
| ------------------------------- | ----- | --------------- |
| رامي ربيعة 55' · محمد بركات 70' | تقرير | رودى نداي 77'   |